# Udara placidula
Udara placidula is een vlinder uit de familie van de Lycaenidae. De wetenschappelijke naam van de soort is voor het eerst gepubliceerd in 1895 door Hamilton Herbert Druce.

## verspreiding
De soort komt voor in India, de Filipijnen en Indonesië.

## Ondersoorten
- Udara placidula placidula (Druce, 1895)
  - = Lycaenopsis tenella placidula Chapman, 1909
  - = Cyaniris placida placidula Fruhstorfer, 1910
- Udara placidula confusa Eliot & Kawazoé, 1983
  - = Celastrina placidula confusa Eliot & Kawazoé, 1983
- Udara placidula howarthi (Cantlie & Norman, 1960)
  - = Celastrina howarthi Cantlie & Norman, 1960
- Udara placidula intensa (Toxopeus, 1928)
  - = Celastrina (Udara) placidula intensa Toxopeus, 1928
- Udara placidula irenae (Corbet, 1937)
  - = Celastrina irenae Corbet, 1937
  - = Celastrina placidula irenae Corbet, 1937
- Udara placidula kawazoei Hayashi, 1977
  - = Celastrina placidula kawazoei Hayashi, 1976
- Udara placidula lyseas (Grose-Smith, 1895)
  - = Cyaniris lyseas Grose-Smith, 1895
    - = Lycaenopsis limbata Chapman, 1909

  - = Lycaenopsis limbatus lyseas Fruhstorfer, 1917
- Udara placidula snelleni (Toxopeus, 1926)
  - = Lycaenopsis snelleni Toxopeus, 1926
  - = Celastrina placidula snelleni (Toxopeus, 1926)